# Paul Maillefer
Paul Maillefer (* 14. Oktober 1862 in Ballaigues; † 9. Januar 1929 in Lausanne, heimatberechtigt in Ballaigues und Lignerolle) war ein Schweizer Politiker (FDP).

## Biografie
Maillefer war am Lehrerseminar in Peseux tätig, bevor er an der Universität Lausanne die Geisteswissenschaften studierte. Er wurde 1892 mit der bahnbrechenden Arbeit Le pays de Vaud de 1789 à 1791 promoviert. Maillefer war als Primarlehrer tätig und war von 1886 bis 1892 Lehrer am humanistischen Gymnasium in Lausanne, ehe er von 1899 bis 1909 als Seminarlehrer arbeitete. Zwei Jahre lang (1892–1894) war er Privatdozent, er arbeitete anschliessend von 1894 bis 1911 als ausserordentlicher Professor für Schweizer Geschichte an der Universität Lausanne. Er gründete 1893 die Revue historique vaudoise und 1902 die Société vaudoise d’histoire et d’archéologie. Zum 100-jährigen Bestehen des Kantons Waadt veröffentlichte er das Werk Histoire du Canton de Vaud dès les origines. Auch verfasste er mehrere Schulbücher.
Während der Jahre 1893–1894 sowie von 1899 bis 1909 war er Gemeinderat und 1904 Gemeindepräsident. Dazwischen war er von 1894 bis 1899 und ab 1910 Stadtrat und von 1911 bis 1921 Stadtpräsident von Lausanne. Er hatte zweimal Einsitz im Grossen Rat des Kantons Waadt, nämlich von 1897 bis 1899, sowie von 1912 bis 1929. 1919 war er Grossratspräsident. Die Waadtländer Bevölkerung wählte ihn bei den Parlamentswahlen 1911 erstmals Nationalrat, dem er bis 1929 angehörte. 1919 kandidierte er ohne Erfolg als Bundesrat.
Im Amtsjahr 1926/27 war Maillefer Nationalratspräsident. Im Jahr 1919 trat Maillefer als offizieller Kandidat der FDP für die Wahl als Nachfolger des Bundesrats Camille Decoppet an. Aufgrund seiner antisozialistischen, sowie föderalistischen Bemühungen und vor allem bezüglich seiner heftigen antideutschen Stellungnahmen zum Ersten Weltkrieg, wählten die Parlamentarier Ernest Chuard vor ihm.
Maillefer war ferner Mitglied der Freimaurerloge La Liberté. Ebenfalls gehörte er der Zofingia an.